# De la Gardie
De la Gardie er en svensk adelsslægt, som nedstammer fra en fransk borgerlig familie, der af uvisse årsager tilskrives adelsstatus. Nogle af slægten var muligvis lokal landadel. Der råder dog uenighed om dette blandt forskere. I Frankrig hed slægten d'Escouperie, den første kendte stamfader var Robert D'Escouperie (levede ca. 1387), som siges at have ejet gårdene château Russol og La Gardie i departementet Aude. Slægtens svenske gren nedstammer fra købmanden Jacques Scoperier († 1565) fra byen Caunes nær Carcassonne i Sydfrankrig. Hans søn Ponce d'Escouperie indvandrede til Sverige i 1565 og tog navnet Pontus De la Gardie (d.æ.), efter familiens ejendom i Languedoc. I sit ægteskabet med en uægte datter af Johan 3. af Sverige, blev han far til rigsmarsk Jacob de la Gardie som "upphöjdes i grefligt stånd" 10. maj 1615 og blev i 1625 introduceret i det svenske Ridderhus. Grenen eksisterer stadig. I Sverige var der en gren, som i 1571 fik friherrestatus, men uddøde 1640. Hele slægten, bortset fra stamfaderen Pontus, nedstammer gennem hans hustru Sofia Johan datter fra hendes far, Johan 3. For nærværende (2007) er den vigtigste person i slægten De la Gardie grev Carl Gustaf de la Gardie, født i 1946 og bosat i Linköping. Denne gren af slægten ejede indtil 1960 Sörby sædegård i Örtomta sogn i Östergötland. Godset ejes siden da af slægten Jönsson fra Sverige.

## Nogle medlemmer af slægten De la Gardie
- Jakob Pontusson De la Gardie (1583-1652), rigsmarsk, greve 1615, g.m. Ebba Brahe
- Beata Johansdotter De la Gardie (1612-80) g.m. Lennart Torstenson
- Magnus Gabriel De la Gardie (1622-86), svensk rigskansler, g.m. Maria Eufrosyne fra Pfalz
- Maria Sofia Oxenstierna født De la Gardie (1627-94) g.m. Gustaf Gabrielsson Oxenstierna
- Pontus Fredrik De la Gardie (d.y.) (1630-92), general, svensk rigsråd, g.m. Beata Elisabet von Königsmark
- Christina Catharina De la Gardie (1632-1704), g.m. Gustaf Otto Stenbock generalguvernør over Skånelandene (1658)
- Axel Gabriel De la Gardie (1772-1838), landshøvding i Kristianstads län